# Durbin (West Virginia)
Durbin is een plaats (town) in de Amerikaanse staat West Virginia, en valt bestuurlijk gezien onder Pocahontas County.

## Demografie
Bij de volkstelling in 2000 werd het aantal inwoners vastgesteld op 262.
In 2006 is het aantal inwoners door het United States Census Bureau geschat op 249, een daling van 13 (-5,0%).

## Geografie
Volgens het United States Census Bureau beslaat de plaats een oppervlakte van
1,5 km², geheel bestaande uit land. Durbin ligt op ongeveer 836 m boven zeeniveau.

## Plaatsen in de nabije omgeving
De onderstaande figuur toont nabijgelegen plaatsen in een straal van 36 km rond Durbin.